# Клета
Клета (дав.-гр. Κλήτα — «бажана») — персонаж давньогрецької міфології, дружина третього царя Лаконії Еврота, мати Спарти, Мекіоніки, Питани. Оскільки вони не мали сина, то царювання в Лаконії перейшло до чоловіка Спарти Лакедемона, який перейменував місто на честь дружини. Клета є бабусею Амікла та Еврідіки.
Серед давньогрецьких богинь харит була одна на ім'я Клета.